# 21392 Helibrochier
A 21392 Helibrochier (ideiglenes jelöléssel 1998 FH32) a Naprendszer kisbolygóövében található aszteroida. A LINEAR projekt keretében fedezték fel 1998. március 20-án.